# Sárosdy Rezső
Sárosdy Rezső (Budapest, 1926. július 14. – Debrecen, 2000. április 20.) Jászai Mari-díjas magyar színész, érdemes művész, a debreceni Csokonai Színház örökös tagja.

## Életpályája
Színészi pályáját 1954-ben kezdte az Állami Faluszínháznál. 1957-től a Békés Megyei Jókai Színházhoz szerződött. 1961-től Debrecenben játszott. 1964-től egy évadot a Szegedi Nemzeti Színházban töltött. 1965-től 1986-ban történt nyugdíjazásáig a debreceni Csokonai Színház tagja volt. A társulat örökös tagjai közé is beválasztották. Drámai hős- és karakterszerepeket alakított. 1967-ben Jászai Mari-díjat kapott, 1978-ban érdemes művész lett.  

## Fontosabb színházi szerepei
- William Shakespeare: Macbeth... Macduff, skót nemes
- William Shakespeare: Lear király... Lear, Britannia királya
- William Shakespeare: Romeo és Júlia... Capulet
- William Shakespeare: Ahogy tetszik... Frigyes, a herceg öccse; Olivér
- Molière: Tartuffe... Damis, Orgon fia
- Szophoklész: Oidipusz király, Oidipusz Kolonoszban, Antigoné... Oidipusz
- Niccolò Machiavelli: Mandragóra, avagy pajzán komédia a szerelemről... Callimaco, ifjú nemes
- Benjamin Jonson: Volpone... Leone
- Friedrich Schiller: Stuart Mária... Mortimer
- Friedrich Schiller: A genovai Fiesco összeesküvése... Verrina
- Victor Hugo: Királyasszony lovagja (Ruy Blas)... Don Cesar de Bazan
- Tennessee Williams: A vágy villamosa... Stanley
- Tennessee Williams: Orpheus alászáll... Talbott seriff
- Friedrich Dürrenmatt: Az öreg hölgy látogatása... Pap
- Bertolt Brecht: Koldusopera... Tigris Brown, London rendőrfőnöke
- Bertolt Brecht: Galilei élete... A bíboros inkvizítor
- Eugene O’Neill: Amerikai Elektra... Adam Brant, tengerészkapitány
- Eugene O’Neill: Egy igazi úr... Cornelius Melody
- Arthur Miller: A salemi boszorkányok... John Proctor
- Arthur Miller: Pillantás a hídról... Eddie Carbone
- Arthur Miller: Alku... Victor Franz
- George Bernard Shaw: Warrenné mestersége... Frank
- George Bernard Shaw: Szent Johanna... Gróf Warwick, az angol hadak parancsnoka
- George Bernard Shaw: Megtört szívek háza... Mr. Mazzini Dunn
- Peter Weiss: Jean Paul Marat üldöztetése és meggyilkoltatása, ahogy a charentoni elmegyógyintézet színjátszói előadják De Sade úr betanításában... Jacques Roux
- Thornton Wilder: A mi kis városunk... Sam Craig
- Neil Simon: Furcsa pár... Oscar Madison
- J. B. Priestley: Váratlan vendég... Gerald Croft
- Jacques Deval: A potyautas... Ogden
- Robert Thomas: Szegény Dániel... A rendőrfelügyelő
- Robert Thomas – Jack Popplewell: A hallgatag papagáj... Grandin felügyelő
- Emmanuel Roblès: Árulás... Juan Salcedo, színész
- Makszim Gorkij: Kispolgárok... Nyil, Besszemenov nevelt fia, mozdonyvezető; Tyetyerev, kántor, Besszemenovék kosztosa
- Nyikolaj Vasziljevics Gogol: Háztűznéző... Zsevakin, tengerész
- Vszevolod Vitaljevics Visnyevszkij: Optimista tragédia... Hajóparancsnok
- Csingiz Ajtmatov – Kaltáj Muhamedzsánov: Út a Fudzsijámára... Oszipbej Tatajev, a tudományok doktora
- Konsztantyin Andrejevics Trenyov: Ljubov Jarovája... Román Koskin, biztos
- Alekszej Nyikolajevics Arbuzov: Tánya... Ignatov
- Leonyid Makszimovics Leonov: A látszat csal (Jelentéktelen ember)... A tudós
- Jevgenyij Lvovics Svarc: A sárkány... Lancelot
- Sztaniszlav Sztratiev: Autóbusz... Az oktondi
- Branislav Nušić: A gyászoló család... Atanáz, a csődbement kereskedő
- Oldřich Daněk: Negyven gazfickó meg egy maszületett bárány... Zupás, Heródes királyi gárdájának katonája
- Jordan Radicskov: Repülési kísérlet... Parancsnok
- Csokonai Vitéz Mihály: A méla Tempefői, vagy az is bolond, aki poétává lesz Magyarországon... Gróf Fegyverneki
- Katona József: Bánk bán... Petur bán, bihari főispán
- Csiky Gergely: Mákvirágok... Darvas Károly
- Molnár Ferenc: Olympia... Kovács, huszárkapitány
- Szép Ernő: Lila ákác... Bizonyos nagyságos úr
- Heltai Jenő: A néma levente... Galeotto Marzio, a király krónikása
- Móricz Zsigmond: Úri muri... Szakhmáry Zoltán
- Móricz Zsigmond: Sátán... Ember
- Móricz Zsigmond: Légy jó mindhalálig... Igazgató
- Móricz Zsigmond – Móricz Virág: Kivilágos kivirradtig... Doby, jószágigazgató
- Illyés Gyula: Fáklyaláng... Kossuth Lajos
- Illyés Gyula: Kegyenc... Maximus, patricius
- Németh László: Utazás... Tanácselnök
- Németh László: Csapda... Puskin, a költő
- Németh László: Villámfénynél... Nagy Imre, körorvos
- Darvas József: Kormos ég... Joó András
- Darvas József: Részeg eső... Szóláth Béla
- Dobozy Imre: Szélvihar... Csendes főhadnagy
- Dobozy Imre: Holnap folytatjuk... Barla
- Illés Endre – Vas István: Trisztán... Marke király
- Fejes Endre: Rozsdatemető... Zentay György
- Sánta Ferenc: Az ötödik pecsét... Béla kollega, vendéglős
- Cserhalmi Imre: Százszor is szeretlek... Valaki
- Kertész Imre: Csacsifogat... Zoltán
- Tamási Áron: Ördögölő Józsiás... Lámsza, Tündérország öreg királya
- Bíró Lajos: Sárga liliom... Dr. Peredy Jenő, orvos
- Sós György: Kárász Márton esete Kérész Klárival... Kárász Márton
- Molnár Géza: Anna-ünnep... Botár Balázs, zászlóaljparancsnok
- Száraz György: Az élet vize... Beovulf, a kapzsi főkincstárnok
- Szabó Magda: Kiálts, város!... Gál Nagy István, Debrecen főbírája
- Szabó Magda: Az a szép, fényes nap... Géza fejedelem
- Csurka István: Házmestersirató... Szász elvtárs
- Háy Gyula: Tiszazug... Plébános
- Páskándi Géza: Vendégség vagy Egy az Isten?... Dávid Ferenc, Erdélyben s a világon első unitárius püspök
- Taar Ferenc: Nap a város felett... László
- Meskó Barna: Szépasszony madara... Anzelm
- Forgách István: Vándormadarak... Varga
- Szűcs György: Elveszem a feleségem... Kárász Tihamér
- Kövesdi Nagy Lajos: Szegény kis betörő... Péter, mérnök
- Csizmarek Mátyás – Nádassy László - Semsey Jenő: Érdekházasság... Feri
- Mesterházi Lajos: Pesti emberek... László
- Kállai István: Az igazság házhoz jön... Apa
- Szentmihályi Szabó Péter: Nem fogunk hazudni!... Áldor Zoltán
- Révész Gy. István: Az első harminchat óra... Simon, ki Péternek is neveztetik
- Tóth Miklós: Jegygyűrű a mellényzsebben... Csóri Antal

## Filmek, tv
- Fejezetek a Rákóczi-szabadságharcból (1977)